# Агнесса Монферратская
Агнесса Монферратская (1187 — 1208) — императрица Латинской Империи, первая супруга императора Генриха I Фландрского.
Дочь Бонифация I, маркиза Монферрата и основателя королевства Фессалоники, и его первой жены Елены ди Боско. Сестра Вильгельма VI Монферратского и Деметрия Монферратского.
Согласно Жоффруа де Виллардуэну, Агнесса жила в Ломбардии, пока её отец не вызвал её в Салоники в 1206 году. Бонифаций отправил Оттона де ла Роша, герцога Афинского к Генриху, предлагая брак между своей дочерью и императором. Генрих принял это предложение.
Бонифаций отправил Агнессу в Абидос на галере, а его посланники передали Генриху сведения о её местонахождении. Жоффруа де Виллардуэн и Майлс Брабантский были назначены сопровождать будущую императрицу. Виллардуэн описывает Агнессу как «очень хорошую и справедливую». Агнесса была благополучно доставлена в Константинополь. 4 февраля 1207 года они поженились в соборе Святой Софии. Свадебный пир проходил во дворце Буколеон. Согласно книге Dictionnaire historique et Généalogique des grandes familles de Grèce, d'Albanie et de Constantinople (1983), написанной Михаилом Дмитрием Стурдзой, этот брак был частью нового союза Бонифация и Генриха против царя Болгарии Калояна.
Виллардуэн пишет, что примерно в сентябре 1207 года Генрих сообщил своему тестю новость о беременности Агнессы, чему оба союзника были невероятно рады. Хроника заканчивается смертью Бонифация 4 сентября 1207 года и, таким образом, не содержит информации о том, чем эта беременность завершилась. Поскольку больше упоминаний об Агнессе нет, считается, что императрица умерла при родах, вероятно, вместе со своим ребёнком.
В 1208 году Анри де Валансьен упоминает, что дочь Генриха вышла замуж за Александра, племянника царей Болгарии Петра IV, Ивана Асеня I и Калояна. Однако она не могла быть дочерью Агнессы, поскольку её ребёнок в то время должен был быть ещё младенцем. Считается, что это была незаконнорождённая дочь Генриха.